# La Carte et le Territoire
La carte et le territoire (em português, O mapa e o território) é um livro do escritor francês Michel Houellebecq lançado em setembro de 2010.
O romance satiriza o mundo da arte parisiense, chegando a retratar um personagem que possui o mesmo nome do próprio autor do livro. No livro, a personagem "Michel Houellebecq" é um escritor bêbabo, fedorento e mal-vestido.
Logo no seu lançamento, alguns críticos acusaram o autor de plagiar trechos da obra com cópia literal retirada da Wikipédia francesa.

## Resumo
O romance descreve a biografia e evolução criativa de Jed Martin, um artista francês que se encontra com Michel Houellebecq na Irlanda, a fim de lhe pedir que escreva o texto de um catálogo de exposição e que assine o seu retrato pintado. O autor, portanto, tem a oportunidade de descrever uma versão parcialmente fictícia de si mesmo, sob uma luz algumas vezes indecorosa de misantropo. Jed Martin, de acordo com Michel Houellebecq, "dedicou sua vida à reprodução de representações do mundo, nas quais, no entanto, as pessoas nunca deveriam viver". O personagem teria sido parcialmente inspirado em  Pierre Lamalattie.
Jed Martin nasceu em 1975, o seu pai era arquiteto, o avô fora fotógrafo, e a sua mãe morreu quando ele tinha 7 anos, tendo vivido a maior parte da infância em Le Raincy. A sua vida confunde-se com a sua vida profissional, a arte. Jed Martin é representado em França pela "Galerie Franz Teller" localizada no 13.º arrondissement de Paris.
Foi a série de "Trezentas fotos de quinquilharia" que lhe rendeu a admissão na Escola Nacional de Belas Artes de Paris (ENSBA). Logo após se formar nas Belas-Artes, ele iniciou a série de fotografias dos mapas  "Michelin Régions" e "Michelin Departments". Ele cria um pouco mais de oitocentos. Depois participa numa exposição coletiva "Restons Courtois" ("Sejamos corteses") organizada pela Fundação Ricard, onde exibe uma foto de parte do mapa Michelin de Creuse. O que lançou definitivamente Jed Martin foi a sua primeira exposição individual «La carte est plus intéressante que le territoire» ("O mapa é mais interessante que o território") na fundação Michelin de arte contemporânea. As críticos são ditirâmbicas. Patrick Kéchichian descreve em Le Monde a visão de Jed Martin como "o ponto de vista de um Deus que compartilha, ao lado do homem, na (re)construção do mundo".
No entanto, ele põe a actividade fotográfica de lado logo após a exposição e passa a dedicar-se à pintura. Cria então uma série de 64 telas, a "série das profissões", que se dividem em duas: 42 telas são chamadas de "série das profissões simples" e 22 telas denominadas "série de composições de negócios". A "série das profissões simples" dura um pouco mais de sete anos, representando 42 profissões padrão, que oferecem um cenário para o estudo das condições produtivas da sociedade. A “série de composições de negócios” entretanto tem como objetivo fornecer uma imagem relacional e dialética do funcionamento da economia no seu conjunto e foi concluída em 18 meses.
"Damien Hirst e Jeff Koons compartilhando o mercado de arte" é a penúltima tela da série das profissões. É também a única tela de Jed Martin que representa a profissão de artista sendo um fracasso completo. A última e 66ª tela, "Michel Houellebecq, escritor" representa o próprio escritor, de pé em frente à sua mesa de trabalho.

### Personalidades reais citadas
Entre as personalidades presentes no romance, encontram-se: Michel Houellebecq, Jean-Pierre Pernaut, Frédéric Beigbeder, Julien Lepers.

### Lugares onde decorre a história
A história decorre no 13.º arrondissement de Paris (designadamente na Avenida Stéphen-Pichon), em Le Raincy (Seine-Saint-Denis), em Souppes-sur-Loing (Seine-et-Marne), em Beauvais, à Shannon (Irlanda) e em Châtelus-le-Marcheix (Creuse).

## Origem do título
Michel Houellebecq chegou a ser acusado de plágio do livro La Carte et le Territoire de Michel Levy. É provável que Houellebecq tivesse conhecimento do livro de Levy, mas se os títulos são idênticos, o conteúdo dos dois livros é largamente diferente.
Michel Levy protestou com a publicação do romance de Houellebecq, argumentando que o Código da Propriedade intelectual, no seu artigo L. 112-4, protege as obras e os seus títulos, tendo a editora Flammarion respondido que Citação: a associação de duas palavras da linguagem quotidiana não é original no sentido dos direitos autorais e, portanto, não pode receber proteção legal.
Para o título, os dois autores foram inspirados por um dos princípios da semântica geral de Alfred Korzybski (1879-1950): «la carte n'est pas le territoire» («O mapa não é o território»).

## História
Quinto romance de Michel Houellebecq, publicado cinco anos depois de A Possibilidade de uma Ilha, O Mapa e o Território foi um dos livros mais aguardados e comentados da rentrée literária de 2010, tendo o editor anunciado uma tiragem inicial de 120 000 exemplares.
O Mapa e o Território foi galardoado em 5 de novembro de 2010 pelo prémio com sede em Cracóvia dit «Lista Goncourt: a escolha polaca» e a seguir, grande favorito da rentrée literária, obtém em 8de novembro de 2010 o Prémio Goncourt na primeira volta do escrutínio com sete votos contra dois para  Apocalypse bébé de Virginie Despentes.
A obtenção do prémio ajudará a que as vendas alcancem 400.000 cópias. Michel Houellebecq já havia sido nomeado duas vezes para o Prémio Goncourt, em 1998 com As Partículas Elementares e em 2005 com A Possibilidade de uma Ilha, mas não havia ganho.
O Mapa e o Território foi objeto de um pastiche: La Tarte et le Suppositoire de «Michel Ouellebeurre» publicado pelas Éditions de Fallois, em 2011, publicitado como tendo recebido o fantasioso «prix Concours 2010».

## La Carte et le Territoiree a Wikipédia
Em setembro de 2010, o jornalista Vincent Glad publica em Slate que o romance incorpora trechos da Wikipédia em francês sem mencionar a sua fonte.
Ainda em setembro de 2010, no seu blog, o jurista Florent Gallaire argumenta que o romance seria uma obra compósita e que os direitos dos autores de textos reutilizados não necessitavam de ser respeitados. Argumentava que isso daria a todos o direito de transmitir o romance sob Creative Commons BY-SA, o dos artigos da Wikipedia, sob condição de se "proceder em conformidade", consistindo em atribuir as citações aos seus autores, e decide distribuir gratuitamente todo o romance na forma de imagens das páginas impressas.
A Flammarion, editora do romance, ameaçou apresentar queixa judicial contra o bloguista, sublinhando que Michel Houellebecq usa "frequentemente as notícias e sites oficiais como material literário bruto" e "também tomou de empréstimo para passagens do seu livro textos do site do Ministério do Interior quando define a profissão de um comissário de polícia ou uma nota turística quando descreve com humor o hotel Carpe Diem".
Em 1 de dezembro de 2010, a partir do aviso formal enviado pela editora que planeia tomar uma ação judicial, o site Rue89 remove todo o conteúdo do romance que havia colocado em linha. Antes, o ficheiro havia sido recuperado e distribuído por muitos sites de download e dele derivaram vários livros digitais piratas e derivativos. Ao mesmo tempo, a Flammarion anuncia edições digitais dos romances de Houellebecq a um preço mais baixo do que a edição em papel.
Numa declaração oficial postada no seu blog, o Conselho de Administração da associação Wikimedia France responde às várias questões levantadas por este caso e anuncia não apoiar a iniciativa de Florent Gallaire.
Em maio de 2011, Houellebecq reconheceu o seu erro e agradece aos colaboradores da Wikipedia. Ele acrescentou esses agradecimentos no final da edição de bolso do romance.
Na edição em português da Alfaguara de 2018 de O mapa e o território, na secção final "Agradecimentos"  está referido: "Agradeço também à Wikipédia (http://fr.wikipedia.org) e aos seus colaboradores, pois utilizei algumas das suas páginas como fonte de inspiração, nomeadamente as páginas sobre a mosca doméstica, a cidade de Beauvais e Frédéric Nihous.